# Боб (Твин Пикс)
Боб (англ. Bob, также Убийца Боб, БОБ) — персонаж из вселенной «Твин Пикс». Персонаж задействован в первых двух сезонах оригинального сериала («Твин Пикс», 1990—1991, в отдельных сериях), в фильме-приквеле «Твин Пикс: Сквозь огонь» (1992 год), а также в мини-сериале «Твин Пикс: Возвращение» (2017 год; «третий сезон» повествования, во всех сериях).
Боб — это тёмная сущность (дух, демон), приходящая в земной мир из Чёрного Вигвама — таинственного места, существующего в параллельной реальности. Овладевая душами людей (что он может делать лишь с их собственного согласия, нередко используя хитрость и обман) и заставляя их совершать противоправные и аморальные поступки (такие как убийства и изнасилования), Боб питается страстями, страхом и страданиями, испытываемыми его жертвами и их окружением. В начале развития сюжета его роль представлялась незначительной, однако мало-помалу он превратился в главного отрицательного персонажа всего повествования. Сущность, цели и мотивы Боба являются одной из наиболее замысловатых и часто обсуждаемых загадок сериала.
В первом и втором сезонах сериала «Твин Пикс», а также в фильме-приквеле «Твин Пикс: Сквозь огонь» роль Боба сыграл Фрэнк Силва, непрофессиональный актёр, работавший на съёмочной площадке декоратором, чьё отражение в зеркале Дэвид Линч (один из создателей сериала) случайно заметил в отснятом материале и счёл весьма примечательным. В «Твин Пикс: Возвращение» Боб в исполнении Силвы появляется лишь в отдельных кадрах (являющихся смонтированным архивным материалом), тогда как на протяжении всего третьего сезона роль Боба (в телесной оболочке агента Дейла Купера, одержимого демоном) исполняет Кайл Маклахлен.
В 2016 году журнал Rolling Stone поместил Боба на пятую позицию в своём списке «40 величайших телевизионных злодеев всех времён».

## История персонажа

### В сериале «Твин Пикс»
Агент ФБР Дейл Купер узнаёт о существовании Боба из своего сна (показанного в конце третьей серии первого сезона сериала). Как оказывается впоследствии, Сара Палмер (мать убитой Лоры Палмер) видела Боба в своих видениях. В начале второго сезона одна из жертв Боба, Ронетт Пуласки, узнаёт его на набросках, выполненных помощником шерифа по описаниям Сары Палмер. Кроме Купера, Сары Палмер и Ронетт Пуласки, Боб видится также Мэдди, двоюродной сестре Лоры, которая приехала на её похороны.
Сотрудники полиции распространяют ориентировку на Боба по городу, и Лиланд Палмер (отец убитой Лоры) узнаёт на этом наброске человека, жившего недалеко от домика его деда, когда сам Лиланд был ещё ребёнком. Впоследствии оказывается, что Бобу удалось овладеть Лиландом, и что именно Лиланд совершил убийство не только своей дочери, но ещё и Жака Рено (подозреваемого в убийстве Лоры), а также Мэдди (двоюродной сестры Лоры). Используя свой «тибетский метод», Купер догадывается о том, кто именно совершил убийство Лоры Палмер. С помощью шерифа Трумэна он заталкивает Лиланда-Боба в тюремную камеру, в которой загнанный в ловушку Лиланд-Боб не видит более смысла таиться и раскрывает ряд деталей: оказывается, что Лиланд-Боб знает об эпизоде, произошедшем с Купером за несколько лет до событий сериала, когда напарник Купера убил свою жену (бывшую тогда любовницей Купера) и ранил самого Купера. После допроса Боб заставляет Лиланда совершить самоубийство (перед самой смертью Лиланд осознаёт, что́ он совершил) и ускользает. Купер убеждён, что Боб реален, тогда как шерифу Трумэну сложно принять эту мысль; агент ФБР Альберт Розенфильд высказывает идею о том, что «всё творимое людьми зло — это и есть Боб».
В момент смерти Джози Паккард (возлюбленной шерифа Трумэна, покушавшейся, как оказалось, на жизнь Купера в последнем эпизоде первого сезона) Купер снова видит Боба и приходит к уверенности в том, что Боб связан с Чёрным Вигвамом (а также в том, что его питает человеческий страх).
В последней серии второго сезона Купер проникает в Чёрный Вигвам, преследуя своего бывшего напарника Уиндома Эрла, который похитил возлюбленную Купера, Энни Блэкбёрн. В Вигваме Боб убивает Эрла, но завладевает также и душой Купера. В результате сам Купер остаётся в Вигваме, а из него выходит его двойник (доппельгангер), управляемый Бобом. Второй сезон сериала заканчивается сценой, в которой Купер разбивает лбом зеркало и видит в нём отражение Боба, сопровождая это повторяющимися вопросами «Как там Энни?» и неистовым смехом.

### В приквеле «Твин Пикс: Сквозь огонь»
В фильме «Твин Пикс: Сквозь огонь» (1992 год), являющимся приквелом к первым двум сезонам сериала, раскрываются определённые детали о роли Боба. Явно показана сцена убийства Лоры Палмер её отцом (одержимым Бобом), а также приводятся подсказки, говорящие о том, что Боб является своего рода «слугой» духов Чёрного Вигвама: он собирает и доставляет им так называемую «гармонбозию» (которая является своего рода концентрацией «боли и страдания» и визуализируется в виде кукурузного пюре). В фильме-приквеле также намекается на то, что Боб уже долгое время испытывает желание стать самостоятельным и навсегда покинуть Вигвам.

### В сериале «Твин Пикс: Возвращение»
В третьем сезоне сериала, названном «Твин Пикс: Возвращение», Боб играет одну из наиболее важных ролей. Благодаря овладению телом Купера (в последней серии второго сезона сериала), Бобу удаётся покинуть Чёрный Вигвам. Находясь в теле Купера, он продолжает совершать противоправные поступки. В восьмой серии третьего сезона (вышедшей в эфир 25 июня 2017 года) намекается на то, что Боб является порождением первого в истории испытания ядерного оружия (16 июля 1945 года). В конце сериала Боб был уничтожен Фредди Сайксом, наделённым «магической перчаткой» (ранее дарованной ему «Пожарником», который в первых двух «классических» сезонах сериала являлся Куперу в его видениях как Великан).
Продолжение классического сериала дало ряд намёков, позволяющих объяснить сущность Боба. Тем не менее, персонаж по-прежнему остаётся одной из основных загадок всего мира «Твин Пикс».

## Влияние
- Имя Боба стало некоей метафорой для обозначения «большого зла». Так, Дмитрий Быков в своём очерке «Жизнь после Боба» употребил слово «бобоустойчивость» в значении «невосприимчивость ко злу»[14].
- Кот Боб, как рассказывается в автобиографии британского писателя Джеймса Боуэна (по которой в 2016 году был снят фильм «Уличный кот по кличке Боб»), получил свою кличку именно в честь персонажа из «Твин Пикс»[15][16]; по объяснению автора кот обладал непредсказуемым характером: в любой миг «мог потерять над собой контроль и творить всякие безумства».